# Plym
El Plym és un petit riu de Devon, a Anglaterra. Neix a 450 m sobre el nivell del mar a Dartmoor, des d'on segueix una direcció essencialment sud cap el riu Meavy, fins a desembocar al mar uns 30 km després al Plymouth Sound prop de la ciutat de Plymouth.
Des dels trams superiors, que contenen antiguitats i restes mineres, el riu flueix aproximadament al sud-oest passant per les obres d'argila a Shaugh Prior fins a The Dewerstone. El seu estuari de marea superior es coneix com la Laira i la part inferior s'anomena Cattewater, que és navegable i condueix cap a Plymouth Sound.

## Història
La HMS Plym, va ser una fragata antisubmarina de classe River, que va rebre el nom del riu durant la Segona Guerra Mundial. Va dur a terme tasques d'escorta de combois a l'Atlàntic Nord i després va ser destruït en la primera explosió nuclear del Regne Unit.
Quan estava en funcionament, el Cann Quarry Canal va deixar el riu a Marsh Mills.
El Plym Valley Railway passa al costat del riu Plym. Es va obrir el 1856 com una secció del ferrocarril de South Devon i Tavistock, que seguia el riu fins a l'afluent amb el riu Meavy. La línia es va tancar als passatgers l'any 1962 i els serveis de mercaderies es van aturar quatre anys més tard. El nou ferrocarril és un ferrocarril gestionat per voluntaris que opera viatges en tren de vapor i dièsel. La primera secció de Plym Valley des de l'estació de Marsh Mills es va obrir el 2001, amb una extensió a Lee Moor Crossing el 2008. El 2013, la línia es va ampliar fins a Plymbridge. La resta de la línia forma part del Plym Valley Trail, una ruta ciclista des de Plymouth fins a Ilfracombe.